# Cimetière Serafimovski
Le cimetière Serafimovski (Saint-Séraphin) (en russe : Серафимовское кладбище) est une nécropole dans le quartier historique de Saint-Pétersbourg, Staraïa derevnia, situé sur la rive droite de la Grande Nevka. Fondé en 1905, le cimetière tient son nom de saint Séraphin de Sarov auquel l'église construite en 1906 sur son territoire est également consacrée. La superficie de l'ensemble s'étend sur 59 ha.
Dès ses débuts, le cimetière est destiné comme lieu de repos des pauvres, il n'y a pas de sépultures richement décorées. Lors de la Seconde Guerre mondiale, tout comme à Piskarevskoïe on y enterre dans les fosses communes les victimes du siège de Léningrad. Derrière les fosses communes des militaires, à droite de l'allée centrale, se trouve ce qu'on appelle la Place communiste (Коммунистическая площадка), enclos réservé aux Héros de l'Union soviétique.
Trois mémoriaux sont érigés aux victimes des catastrophes. Le premier marque l'emplacement des tombes des cinquante hauts gradés des forces navales du Pacifique péris dans le crash d'avion (Tupolev Tu-104) à l’aérodrome de Pouchkine en 1981. Le second est consacré à l'équipage du roulier Mekhanik Tarassov (Механик Тарасов) disparu dans le naufrage dans l'Atlantique nord le 16 février 1982. Le troisième est dédié aux 118 hommes d'équipage du sous-marin K-141 Koursk qui a sombré le 12 août 2000.

## Galerie

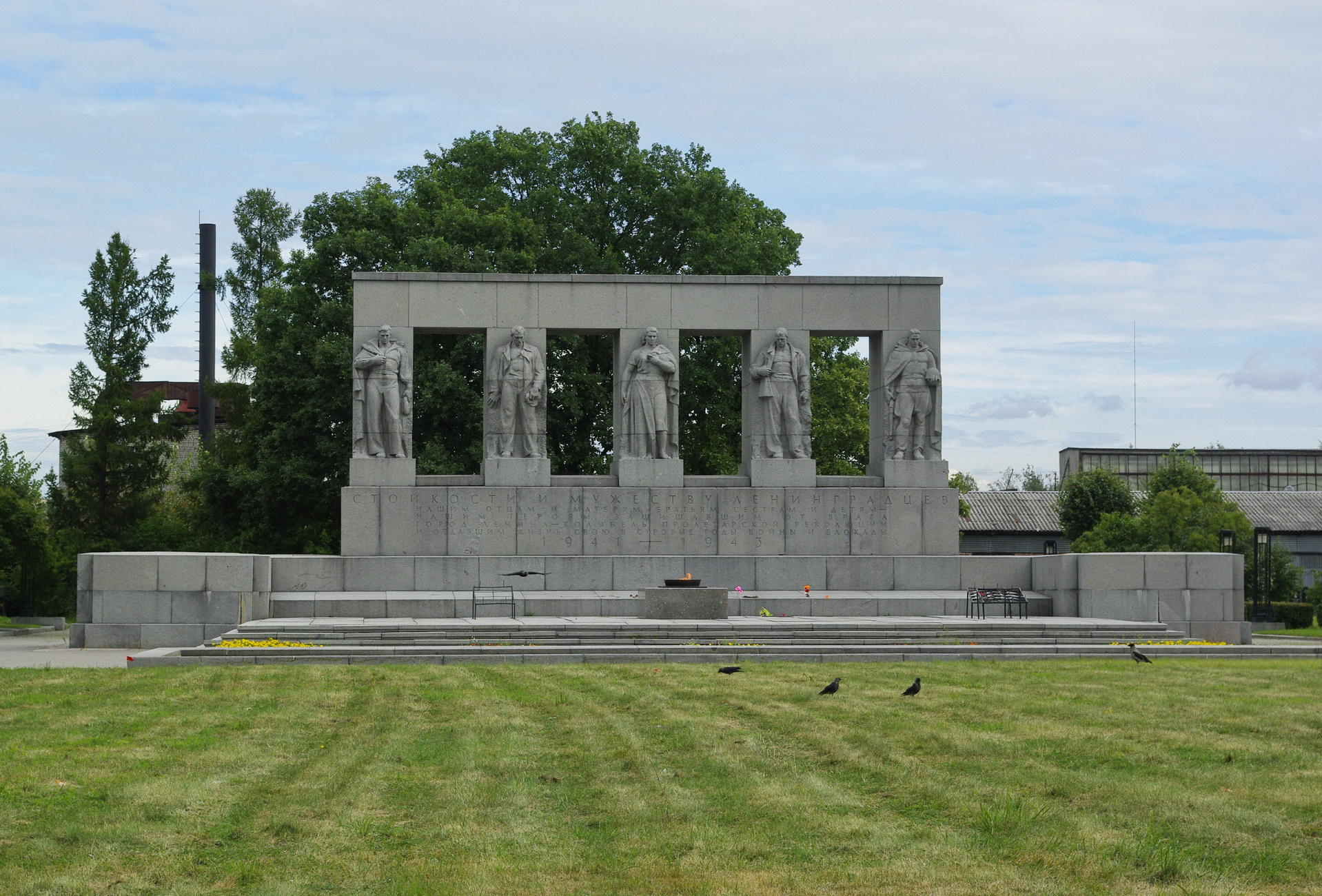
Monument aux victimes du siège de Léningrad (1941-1944)
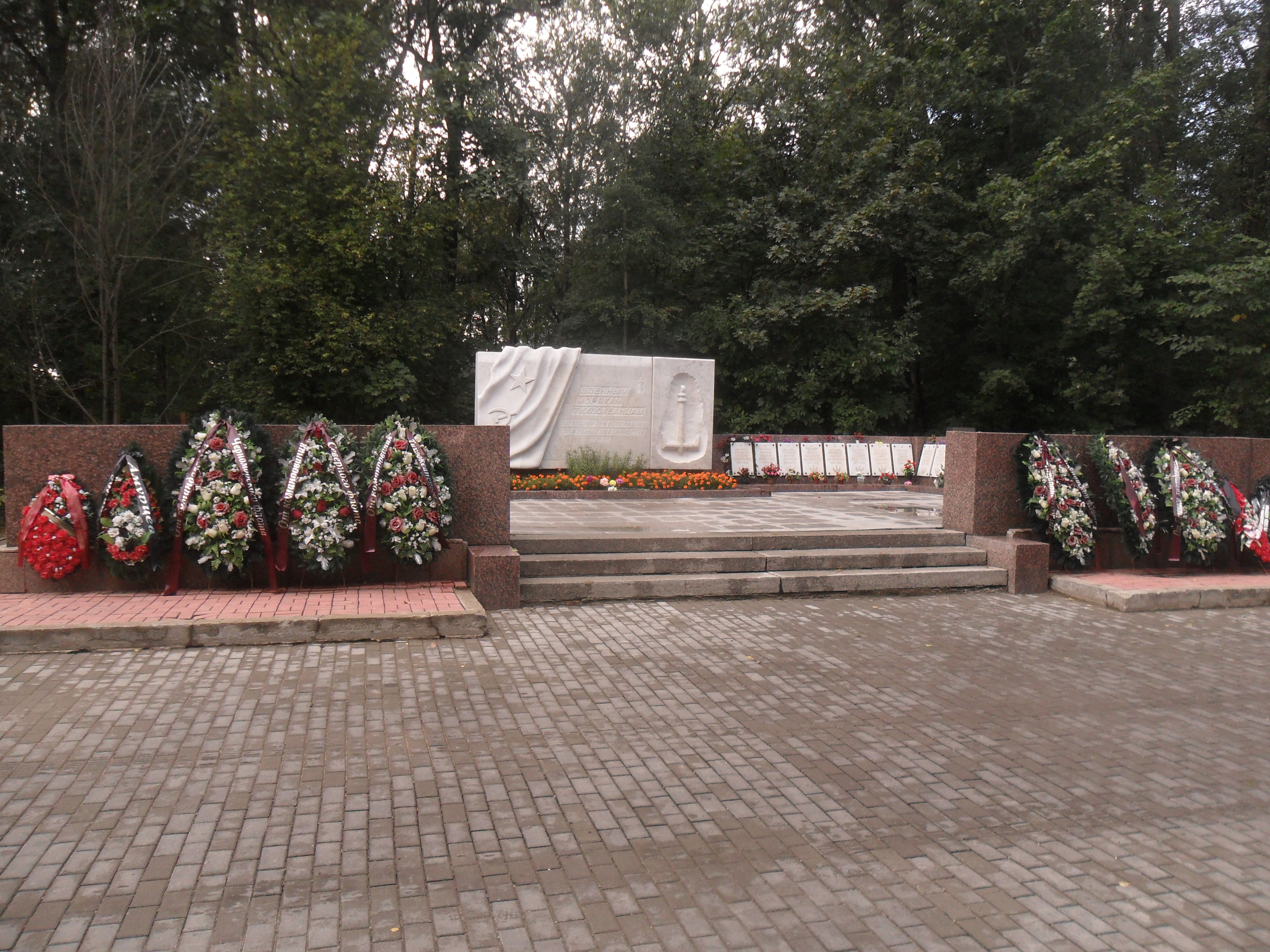
Mémorial aux victimes du crash à Pouchkine (1981)
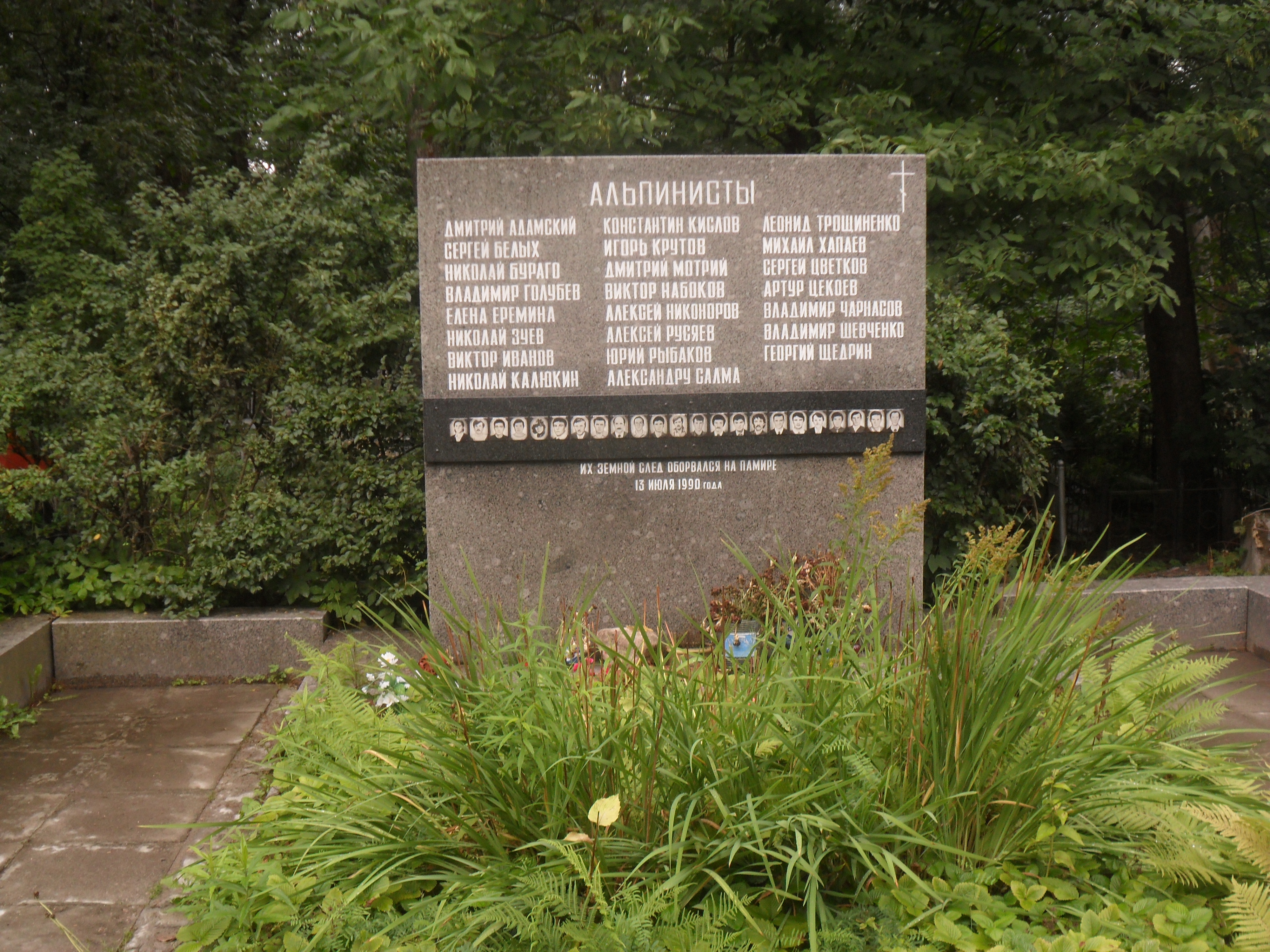
Tombes des alpinistes morts à Pamir le 13 juillet 1990
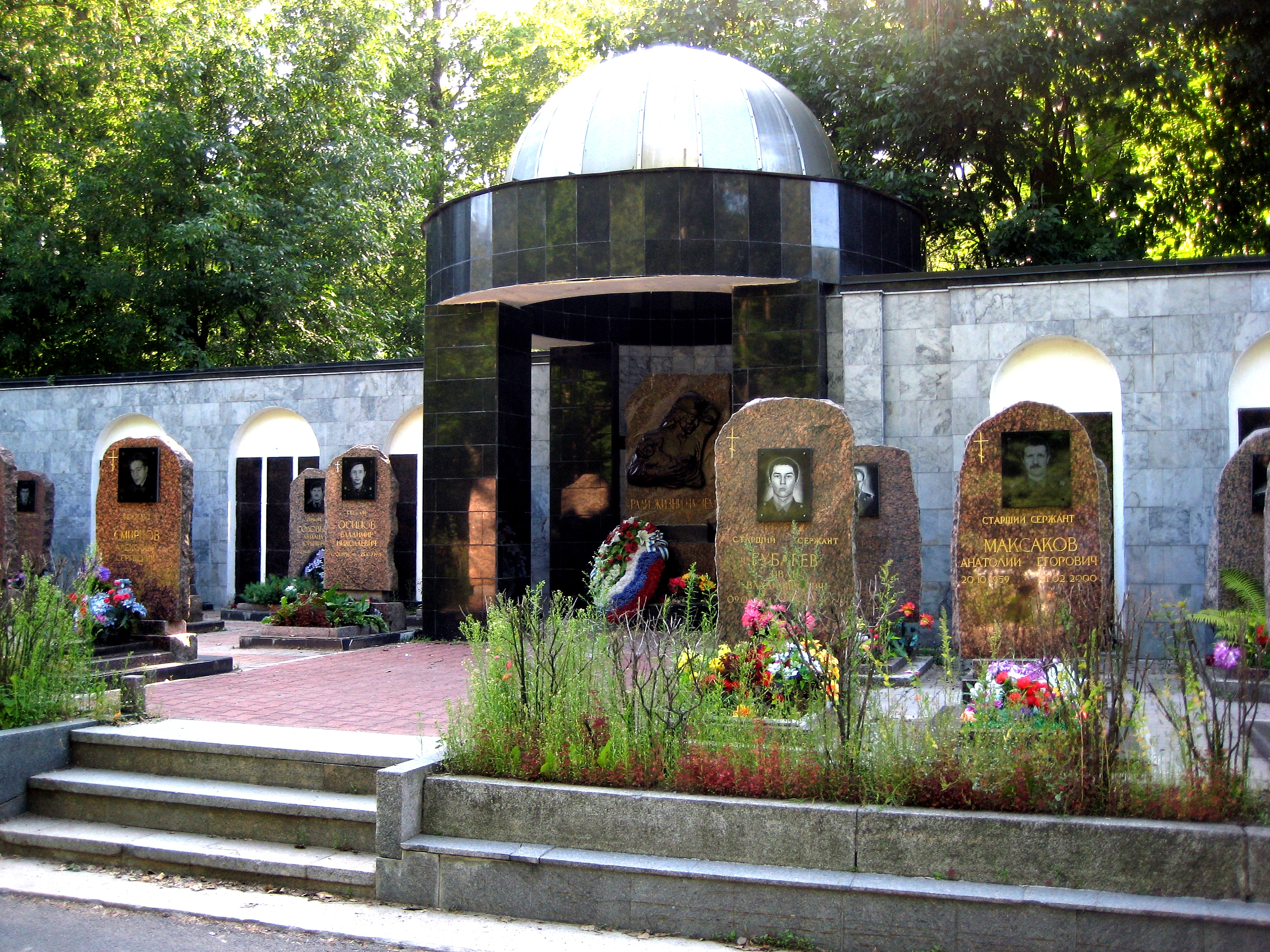
Aux pompiers morts dans l'incendie de l'hôtel Léningrad (1991)
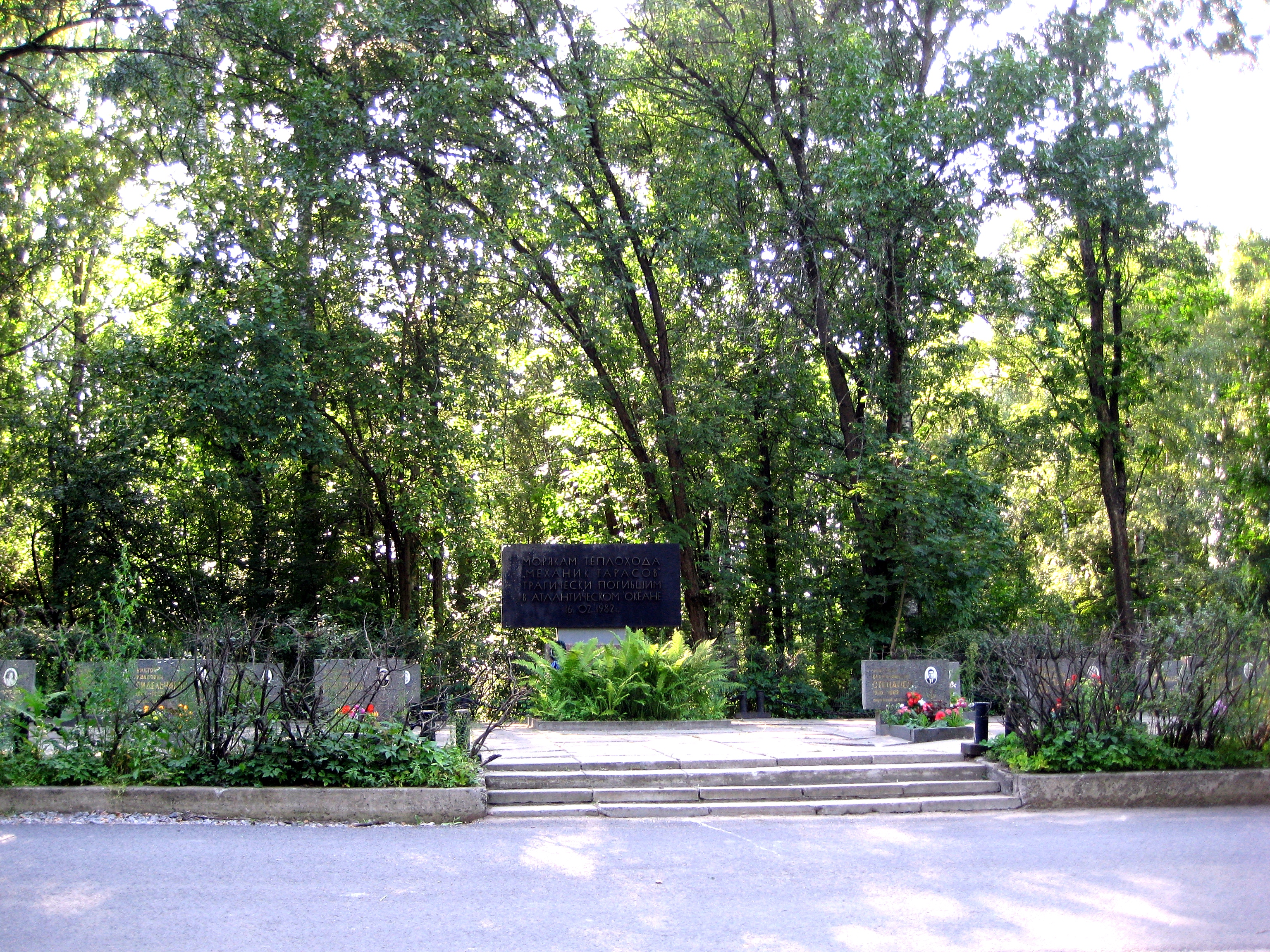
Stèle aux marins du Mekhanik Tarassov (1982)

## Personnalités inhumées au cimetière Serafimovski
Le lieutenant-général Vladimir Frolov commandant adjoint de la 8e armée interarmes de la Garde tué le 16 avril 2022 durant l'Invasion de l'Ukraine par la Russie en 2022 est enterré dans ce cimetière,.